# بيت الهمداني (سنحان)

تعديل مصدري - تعديل

بيت الهمداني هي إحدى قرى عزلة الربع الشرقي بمديرية سنحان وبني بهلول التابعة لمحافظة صنعاء، بلغ تعداد سكانها 442 نسمة حسب تعداد اليمن لعام 2004.